# Belmont (New York)
Belmont falu az USA New York államában. Lakosainak száma 856 fő (2020. április 1.).

## Népesség
A település népességének változása:

| 2010 | 969 |
| 2020 | 856 |